# Mert Müldür
Mert Müldür, född 3 april 1999 i Wien, Österrike, är en österrikisk-turkisk fotbollsspelare som spelar för Fenerbahçe.

## Klubbkarriär
Den 20 augusti 2019 värvades Müldür av den italienska Serie A-klubben Sassuolo. Den 2 augusti 2023 värvades Müldür av turkiska Fenerbahçe, där han skrev på ett fyraårskontrakt.

## Landslagskarriär
Müldür debuterade för det turkiska landslaget den 11 oktober 2018 i en träningslandskamp mot Bosnien och Hercegovina, matchen slutade 0-0.